# Peada di Mercia
Peada (... – Eastertide, 656) fu re del sud della Mercia (regno anglosassone dell'Inghilterra altomedievale) dal 655 al 656.

## Biografia
Era figlio di re Penda, che nel 653 l'aveva posto al comando della Middle Anglia. Secondo San Beda il Venerabile, si convertì al Cristianesimo per poter sposare Alchfled, figlia di re Oswiu della Northumbria.
Sempre secondo Beda, accolse con entusiasmo la conversione. Peada fu battezzato da Finan di Lindisfarne e poi cercò di covertire la sua gente. Stando alla Cronaca anglosassone, aiutò a costruire un monastero a Peterborough. Sempre secondo la Cronaca, fu tradito dalla moglie Alchfled e assassinato a Eastertide nel 656 da Oswiu, che in questo modo assunse il controllo di tutta la Mercia.